# 1,6-Dibromhexan
1,6-Dibromhexan ist eine chemische Verbindung, ein Derivat des Hexan, das an den beiden terminalen Kettengliedern jeweils ein Bromatom trägt. 1,6-Dibromhexan ist eine farblose Flüssigkeit, die einen Schmelzpunkt von −2 °C und einen Siedepunkt von 243 °C besitzt.

## Darstellung
1,6-Dibromhexan kann in einer Substitutionsreaktion aus 1,6-Hexandiol mit Bromwasserstoffsäure hergestellt werden.
{\displaystyle \mathrm {HO{-}(CH_{2})_{6}{-}OH\ +\ 2\ HBr\ \longrightarrow } } {\displaystyle \mathrm {Br{-}(CH_{2})_{6}{-}Br\ +\ 2\ H_{2}O} }

## Verwendung
Die Bromatome der Verbindung stellen Abgangsgruppen dar. Durch Substitutionsreaktionen an diesen Positionen können so weitere Hexanderivate erhalten werden. Auch die Bildung von Hexenderivaten durch Eliminierungsreaktionen ist möglich.
1,6-Dibromhexan kann analog 1,6-Diiodhexan zur Synthese von Thiepan verwendet werden. Hierzu wird es mit Natriumsulfid zur Reaktion gebracht.
{\displaystyle \mathrm {Br{-}(CH_{2})_{6}{-}Br\ +\ Na_{2}S\longrightarrow \ C_{6}H_{12}S\ +\ 2\ NaBr} }